# إنسيتوكسيماب
إنسيتوكسيماب هو جسم مضاد وحيد النسيلة مجانس طورته نيوجينكس أونكولوجي (Neogenix Oncology) ليستخدم في علاج السرطان.